# Netolice (hradiště)
Netolice jsou raně středověké hradiště na východním okraji stejnojmenného města nad pravým břehem Bezdrevského potoka. Nachází se na návrší Na Jánu v nadmořské výšce okolo 450 metrů a jeho zbytky jsou chráněny jako kulturní památka ČR. Část opevnění hradiště byla archeologicky prozkoumána a rekonstruována v rámci netolického Archeoparku.

## Historie

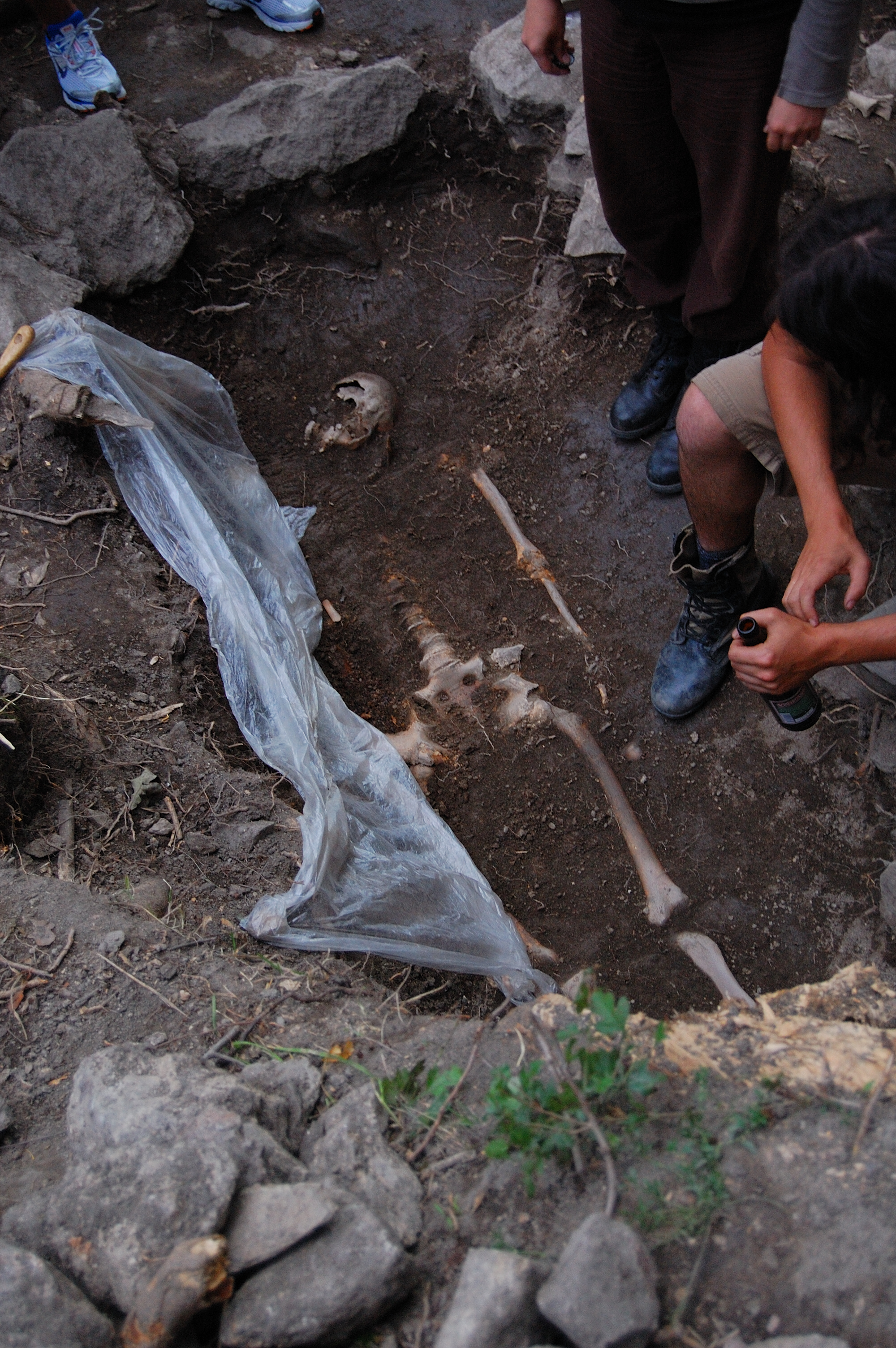
Archeologické vykopávky

Netolické hradiště bylo podle archeologických nálezů keramiky založeno v desátém století. Kronikář Kosmas je, patrně neoprávněně, uvedl jako jeden ze slavníkovských hradů. V jedenáctém století se Netolice staly jedním z přemyslovských správních hradů a tuto funkci plnily až do poloviny třináctého století. Výkon panovnické moci zajišťovali kasteláni. Nejstarším známým kastelánem byl v roce 1167 zmíněný Nemoj. Z pozdějších období se dochovala jména kastelánů Oldřicha (1197), Ratibora (1183), Jiří (1187 a 1195) a Bohuše (1222).
V devatenáctém století byl při parkových úpravách lokality proveden také archeologický výzkum, který odhalil zuhelnatělou vrstvu. Ta vedla k mylné domněnce, že na hradišti existovalo žárové pohřebiště. Další výzkum, které odkryl část obvodového opevnění a pohřebiště ze dvanáctého a třináctého století, proběhl až v roce 2000.

## Stavební podoba

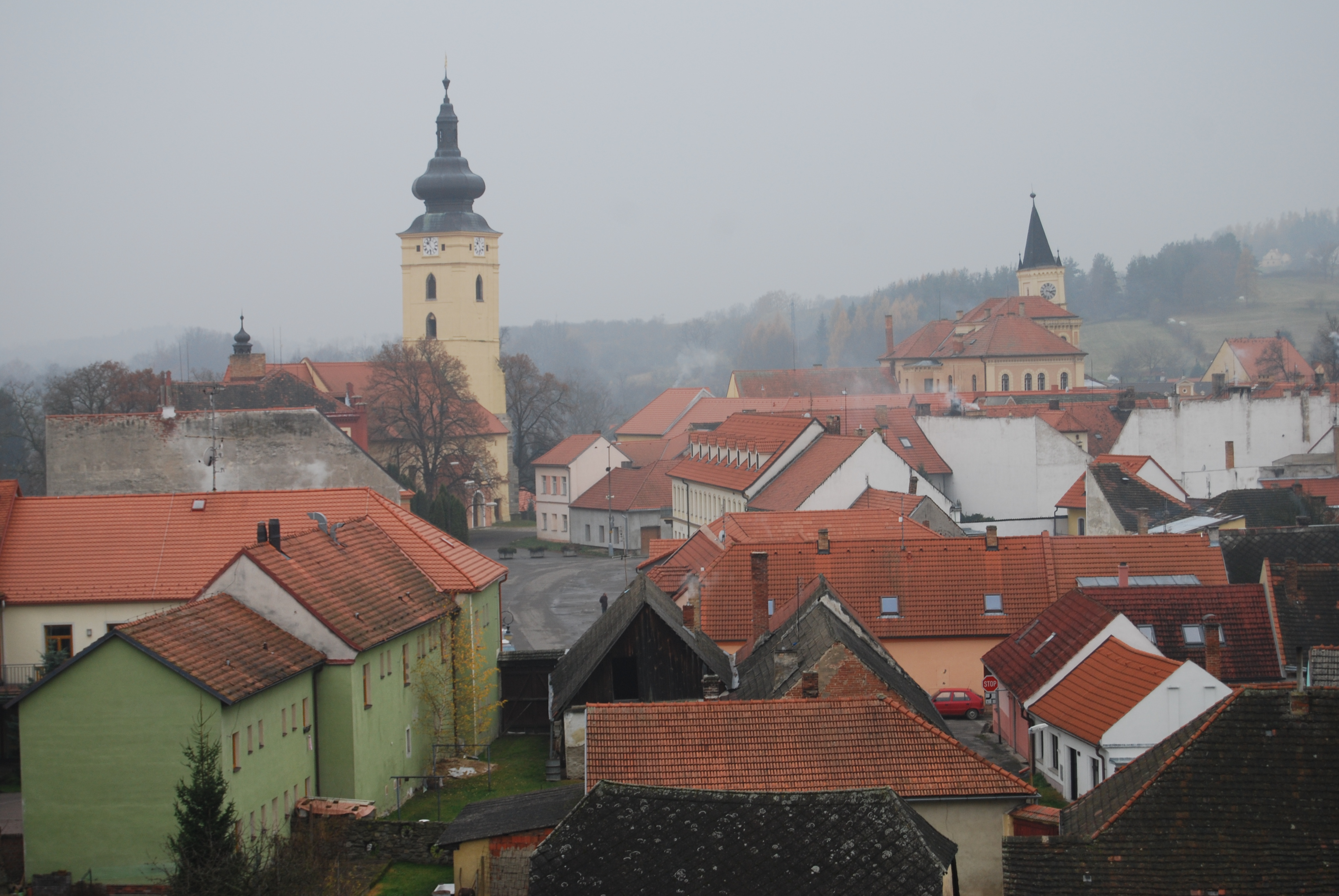
Pohled na město

Staveništěm raně středověkého hradu se stala široká ostrožna částečně chráněná strmými svahy. Její podobu výrazně pozměnily terénní úpravy z devatenáctého století. Na přístupné východní straně bylo postaveno opevnění v podobě jedné až dvou hradeb. Z vnitřní hradby, která chránila vnitřní hrad o rozloze 0,5 hektaru, se dochoval mohutný val, jehož těleso je dobře patrné v místech, kudy na hradiště vstupuje novodobá cesta a kde se nejspíše nacházela vstupní brána. Val je až dva metry vysoký a 10–15 metrů široký. Geofyzikální měření ukázalo, že se pod tělesem valu nacházelo starší opevnění, které mělo nejspíše podobu trojitého příkopu. Součástí vnitřního hradu byl také kostel svatého Jana Křtile, který zanikl v roce 1789. Podle těsného sousedství pohřebiště je možné, že základy kostela byly položeny již ve dvanáctém století.
Z obvodového opevnění byla odkryta hradba na jihozápadním okraji ostrožny. Tvořila ji 160 centimetrů široká zeď z nasucho kladených kamenů se žlaby pro dřevěnou konstrukci vytesanými ve skále na vnitřní straně hradby.

## Archeopark Netolice
Na hradišti byl na počátku 21. století otevřen archeologický park. Původní záměr vybudovat na Svatém Jánu archeopark vznikl v roce 1996,[zdroj?] ovšem s realizací se začalo až v roce 2004. Jako první byla vybudována replika kamenných základů části středověkého hradebního tělesa, která byla o rok později doplněna 25 metrů dlouhou dubovou palisádou. Na konci roku 2007 byla zbudována osm metrů vysoká dřevěná vyhlídková věž s navazujícími ochozy. Plánuje se, že dále bude areál doplněn návštěvnickým centrem, několika sruby, kostelem a dřevěným palácem.
Budování archeoparku je financováno z rozpočtu města Netolice, dotací Jihočeského kraje, programu Ministerstva zemědělství ČR – Leader a evropského programu Interreg IIIA.